# Hen Wlad Fy Nhadau
"Hen Wlad Fy Nhadau", usualmente traduzido como A Terra de meus Pais mas que significa, literalmente, antiga pátria de meus pais) é, por tradição, o hino nacional do País de Gales. A letra foi escrita por Evan James e a música composta em janeiro de 1856 pelo seu filho, James James, ambos nascidos em Pontypridd, Glamorgan. A primeira cópia manuscrita ainda subsiste e faz parte da colecção da Biblioteca Nacional de Gales.

## Glan Rhondda
A canção, ou Glan Rhondda (As margens do rio Rhondda), tal como era chamada quando foi composta pela primeira vez, foi estreada na sacristia da capela de Capel Tabor, Maesteg, em Janeiro ou Fevereiro de 1856, pela cantora Elizabeth John, de Pontypridd, tornando-se rapidamente popular na localidade.

## Popularidade
A popularidade da canção aumentou com o Llangollen Eisteddfod de 1858. Thomas Llewelyn, de Aberdare ganhou uma competição para uma colecção de árias galesas inéditas, com uma antologia  que incluía Glan Rhondda. O adjudicador da competição, Owain Alaw (John Owen, 1821-1883) pediu permissão para incluir Glan Rhondda na sua publicação Gems of Welsh melody (1860-64). Será neste volume que Glan Rhondda receberá o famoso título de Hen wlad fy nhadau, sendo, de seguida, vendida em grandes quantidades, assegurando a sua popularidade por toda a Gales.
No Bangor Eisteddfod de 1874, Hen Wlad fy Nhadau ganhou ainda maior notoriedade ao ser cantado por Robert Rees (Eos Morlais), um dos principais solistas galeses do seu tempo. Começou cada vez mais a ser cantado em reuniões políticas patrióticas e foi tomando gradualmente, por consenso, o lugar de hino nacional.
Hen wlad fy nhadau foi também uma das primeiras canções galesas gravadas quando Madge Breese a cantou, a 11 de Março de 1899, para a Gramophone Company. Foi a primeira gravação em língua galesa.

## Hino nacional
Ainda que não tenha estatuto oficial ou legal, Hen wlad fy nhadau é reconhecido e usado como hino nacional em eventos nacionais e locais em Gales. Geralmente, é o único hino a ser cantado (a primeira estância e o refrão) em ocasiões como acontecimentos desportivos nacionais. Contudo, em ocasiões oficiais, especialmente se ligadas à realeza, é cantado em conjunto com o hino do Reino Unido, o God Save the Queen.
A existência de um hino nacional distinto para o País de Gales nem sempre é do conhecimento público daqueles que não moram no Principado. Em 1993, o John Redwood, recém nomeado Secretário de Estado para o País de Gales foi filmado num momento de embaraço enquanto tentava adivinhar a letra do hino, durante uma interpretação pública do hino. As imagens foram depois utilizadas pela oposição para defender o seu afastamento do cargo.
Versões do Hen Wlad fy Nhadau são usadas na Cornualha, com o título Bro Goth Agan Tasow, e da Bretanha, com o título de Bro Goz ma Zadoù.